# Passagem pelas costas
Le passagem pelas costas ("passage par le dos", en portugais) est un mouvement de déplacement en capoeira qui consiste à tourner le dos à l'adversaire en tirant une jambe vers l'arrière, puis à lui refaire face en avançant l'autre jambe pour poursuivre la rotation (une sorte de rolê debout par l'arrière).
Ce mouvement peut aussi bien servir de déplacement que d'esquive, ou pour bloquer l'adversaire.